# Jan de Vos
Jan De Vos, en Bélgica Jan de Vois (Amberes, 17 de marzo de 1936-Ciudad de México, 24 de julio de 2011) fue un historiador belga afincado en México, en la comunidad de San Cristóbal de las Casas, que hizo importantes y numerosas contribuciones al estudio y la difusión de la historia de la Selva Lacandona.

## Biografía
Nacido en Amberes, Bélgica, el 17 de marzo de 1936, Jan De Vos creció en el seno de una familia flamenca. Durante su infancia, le tocó vivir la Segunda Guerra Mundial y presenciar la invasión alemana a Bélgica. De hecho, su residencia familiar fue ocupada por algunos soldados del ejército nazi y su familia decidió refugiarse en el campo.
Una vez terminado el conflicto, De Vos regresó a Amberes en donde continuó sus estudios en un colegio Jesuita de esa ciudad. A los 17 años, inició sus estudios superiores en una universidad ubicada al sur de Bruselas. Años después, De Vos contó que hizo esta elección con la finalidad de mejorar su francés, debido a que su lengua natal era el flamenco.
En la universidad, De Vos realizó estudios de historia y derecho, pero a la edad de 19 años tomó la decisión de ingresar a la Compañía de Jesús. Al interior de esta orden, De Vos continuó con sus estudios de historia. En los siguientes siete años, se dedicó al estudio de la filosofía y la teología. De hecho, durante una estancia de estudios en Tubinga fue alumno de Joseph Ratzinger y Hans Küng.
Al terminar su formación al interior de la Compañía de Jesús, Jan De Vos se dedicó a dar clases en algunos colegios jesuitas de varias de ciudades belgas, hasta que en 1972 decidió pasar un año de trabajo pastoral en Colombia, en donde residió algún tiempo en Medellín para pasar posteriormente a la región de Chocó, lugar en el cual se incorporó a una misión jesuita que atendía comunidades de campesinos y pescadores negros y mulatos. Años después, De Vos relató que sus experiencias en la selva colombiana le convencieron de no regresar a Bélgica y dedicarse a realizar labores pastorales en comunidades campesinas pobres de América Latina.
En 1973, Jan De Vos se mudó a México para trabajar en la misión jesuita de Bachajón, Chiapas. A su llegada a esta nueva misión, De Vos se dio cuenta de que la pastoral religiosa del entonces obispo de San Cristóbal de Las Casas, Samuel Ruiz García, la cual se inspiraba en los postulados de la Teología de la Liberación, había favorecido la puesta en marcha de varios proyectos de la iglesia católica que tenían como fin mejorar las condiciones de vida de las comunidades indígenas de la región, por lo cual decidió participar en ellos. 
Sabedores de su formación de historiador, el jefe de la misión de Bachajón, sugirió a De Vos colaborar en los proyectos de la diócesis aportando nueva información sobre la historia de los indígenas de Chiapas. Así, Jan de Vos inició sus investigaciones sobre el pasado colonial de éstos en archivos mexicanos, guatemaltecos y españoles. Producto de estas pesquisas, elaboró una tesis doctoral defendida en la Universidad de Lovaina, Bélgica, cuyo tema central fue la conquista de los indios lacandones a manos de España en los siglos XVI y XVII. Este trabajo, publicado años después bajo el título de La paz de Dios y del Rey. La conquista de la selva Lacandona se convirtió en un verdadero clásico de la historiografía mexicana y centroamericana. De hecho, este libro es considerado como la primera obra moderna sobre la historia de Chiapas, ya que fue elaborado a partir de una minuciosa búsqueda de fuentes documentales y del análisis crítico de éstas.
Sin embargo, a inicios de los años ochenta, el gobierno federal se inconformó por la labor pastoral que realizaba la diócesis del mismísimo San Cristóbal de las Casas y emitió órdenes de captura y expulsión en contra de algunos clérigos extranjeros, entre ellos Jan De Vos. Al ser sacado por la fuerza de la misión de Bachajón, De Vos comenzó a dedicar más tiempo a su labor como historiador por lo cual continuó indagando sobre el pasado de Chiapas, en particular de la selva Lacandona.
En 1982, Jan De Vos regresó a Chiapas y comenzó a laborar como investigador del Centro de Investigaciones Ecológicas del Sureste (CIES), hoy en día El colegio de la Frontera Sur. A mediados de esa década, sus diferencias con las políticas pastorales de la Compañía de Jesús, lo hicieron tomar la decisión de abandonar la vida religiosa. 
Ya fuera de la Compañía, De Vos buscó insertarse de lleno a la vida académica. Gracias a los buenos oficios de Enrique Florescano, quien era entonces director del Instituto Nacional de Antropología e Historia (INAH), consiguió ingresar como investigador por honorarios a esa institución, pero debido a conflictos con el sindicato no pudo obtener una plaza permanente.
Tiempo después, Jan De Vos consiguió una plaza de investigador en el recién fundado Centro de Investigaciones y Estudios Superiores en Antropología Social-Unidad Sureste, institución en la cual laboró hasta su muerte en 2011.

## Obra
A lo largo de su carrera, Jan De Vos mostró un interés especial por la historia de la selva Lacandona. Producto de ello, publicó una trilogía de libros centrados en los cambios que esta región y sus pobladores sufrieron desde el siglo XVI hasta el siglo XX. Estos libros son: La paz de Dios y del Rey. La conquista de la selva Lacandona, Oro verde. La conquista de la Selva Lacandona por los madereros tabasqueños. 1822-1949 y Una tierra para sembrar sueños. Historia reciente de la Selva Lacandona, 1950-2000.
Además, escribió y publicó varios ensayos y artículos sobre otros aspectos del pasado de Chiapas. Entre estos, destacó Los enredos de Remesal. Ensayo sobre la conquista de Chiapas, en el cual echó por tierra varios de los mitos que existían en torno a la conquista de Chiapas, y La batalla del sumidero. Antología de documentos relativos a la rebelión de los chiapanecas, 1524-1534, en el cual desmonta el mito del suicidio colectivo que los chiapanecas decidieron cometer para no ser subyugados por los conquistadores españoles en el siglo XVI.
Su destacada trayectoria como investigador le valió varios reconocimientos a lo largo de los años. Fue nombrado miembro de la Sociedad Guatemalteca de Geografía e Historia, integrante de la Academia Mexicana de Ciencias y fue nombrado Caballero de la Orden del Rey Leopoldo por el gobierno belga en 2003. Asimismo, la biblioteca del Centro de Investigaciones y Estudios Superiores en Antropología Social-Unidad Sureste lleva su nombre.

## Libros
- De Vos, Jan, La paz de Dios y del Rey. La conquista de la selva Lacandona, México, Fonapas Chiapas (Colección Ceiba), 1980 [reeditado en varias ocasiones por el Fondo de Cultura Económica].
- De Vos, Jan, Fray Pedro Lorenzo de la Nada, misionero de Chiapas y Tabasco, en el cuarto centenario de su muerte, San Cristóbal de Las Casas, Diócesis de San Cristóbal, 1981 [reeditado por el Fondo de Cultura Económica en la Colección Cenzontle]
- De Vos, Jan, La batalla del sumidero. Antología de documentos relativos a la rebelión de los chiapanecas, 1524-1534, México, Editorial Katún, 1985.
- De Vos, Jan, Catálogo de los documentos que se conservan en el fondo llamado "Provincia de Chiapas" del archivo General de Centro América, Guatemala, 3 vols., San Cristóbal de las Casas, Universidad Autónoma de Chiapas (Centro de Estudios Indígenas) / Centro de Investigaciones Ecológicas del Sureste, 1985.
- De Vos, Jan, San Cristóbal, ciudad colonial, México, Instituto Nacional de Antropología e Historia, 1986.
- De Vos, Jan, Oro verde. La conquista de la Selva Lacandona por los madereros tabasqueños. 1822-1949, México, Fondo de Cultura Económica / Instituto de Cultura de Tabasco, 1988.
- De Vos, Jan, Viajes al Desierto de la Soledad. Cuando la Selva Lacandona aún era selva, México, Secretaría de Educación Pública / Centro de Investigaciones y Estudios Superiores en Antropología Social, 1988.
- De Vos, Jan, No queremos ser cristianos. Historia de la resistencia de los lacandones, 1530-1695, a través de testimonios españoles e indígenas, México, Instituto Nacional Indigenista / Consejo Nacional para la Cultura y las Artes, 1990.
- De Vos, Jan, Los enredos de Remesal. Ensayo sobre la conquista de Chiapas, México, Consejo Nacional para la Cultura y las Artes, 1992.
- De Vos, Jan, Las fronteras de la frontera sur. Reseña de los proyectos de expansión que figuraron la frontera entre México y Centroamérica, Villahermosa, Universidad Juárez Autónoma de Tabasco / Centro de Investigaciones y Estudios Superiores en Antropología Social, 1993.
- De Vos, Jan, Vivir en frontera. La experiencia de los indios de Chiapas, México, Centro de Investigaciones y Estudios Superiores en Antropología Social / Instituto Nacional Indigenista, 1994.
- De Vos, Jan, El sentimiento chiapaneco. Ensayo sobre la independencia de Chiapas y su agregación a México, México, Colegio de Estudios Científicos y Tecnológicos del Estado de Chiapas, 1998.
- De Vos, Jan, Nuestra raíz, México, Editorial Clío / Centro de Investigaciones y Estudios Superiores en Antropología Social, 2001.
- De Vos, Jan, Una tierra para sembrar sueños. Historia reciente de la Selva Lacandona, 1950-2000, México, Fondo de Cultura Económica / Centro de Investigaciones y Estudios Superiores en Antropología Social, 2002.
- De Vos, Jan, y Claudia M. Báez, Documentos relativos a la historia colonial de Chiapas en el Archivo General de Indias, México, Universidad Nacional Autónoma de México (Centro de Estudios Mayas, Instituto de Investigaciones Filológicas), 2005.
- De Vos, Jan, Camino del Mayab. Cinco incursiones en el pasado de Chiapas, México, Centro de Investigaciones y Estudios Superiores en Antropología Social, 2010.
- De Vos, Jan, Vienen de lejos los torrentes. Una historia de Chiapas, Tuxtla Gutiérrez, Consejo Estatal para la Cultura y las Artes, 2010.
- De Vos, Jan (Editor), La guerra de las dos vírgenes. La rebelión de Los Zendales (Chiapas, 1712) documentada, recordada, recreada, México, Universidad Nacional Autónoma de México (Centro Peninsular en Humanidades y Ciencias Sociales) / Centro de Investigaciones y Estudios Superiores en Antropología Social / Universidad de Ciencias y Artes de Chiapas, 2011.
- De Vos, Jan, Donde alto crece el zacate. Relato sobre el pasado colonial de San Cristóbal de Las Casas, San Cristóbal de Las Casas, Editorial Fray Bartolomé de Las Casas, 2012.